# コプロ・ホールディングス
株式会社コプロ・ホールディングスは、愛知県名古屋市中村区に本社を置くコプログループの管理・運営を行う持株会社。
建設エンジニア専門人材派遣のコプロ・エンジニアードを中核事業とする東京証券取引所プライム市場、名古屋証券取引所プレミア市場上場企業である。

## 沿革
- 2006年10月 - 株式会社トラスティクルーを設立[1]。
- 2008年3月 - 株式会社コプロ・エンジニアードに商号を変更[1]。
- 2015年5月 - ホールディングス体制に移行の為、株式会社コプロ・ホールディングスに商号を変更。同日、会社分割より株式会社コプロ・エンジニアードを設立し、人材派遣・紹介事業を移管[1]。
- 2017年2月 - 自社求人サイト「現キャリ」運営開始。
- 2019年3月 - 東京証券取引所マザーズ市場・名古屋証券取引所セントレックス市場に株式上場[1]。
- 2020年9月 - 東京証券取引所市場第一部・名古屋証券取引所市場第一部に株式上場。
- 2021年4月 - 株式会社アトモスの全株式を取得し、子会社化[2]。

## 関連会社
- 株式会社コプロ・エンジニアード
- 株式会社アトモス
- COPRO GLOBALS PTE. LTD.
- COPRO VIETNAM CO., LTD.